# Gwangmyeong
Gwangmyeong (Gwangmyeong-si; 광명시; 光明市), è una città della provincia sudcoreana del Gyeonggi.